# Igor Šoltes

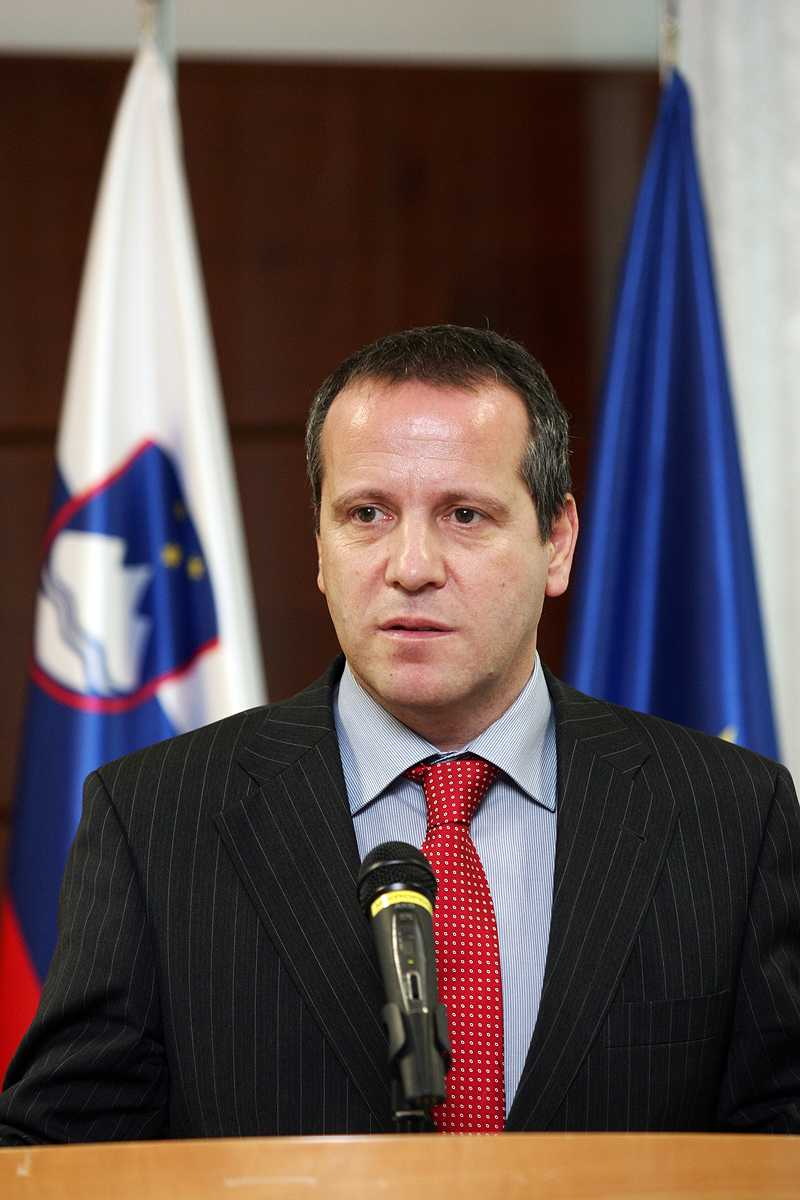
Igor Šoltes

Igor Šoltes (* 22. August 1964 in Ljubljana) ist ein slowenischer Rechtsanwalt und Politiker.

## Leben
Šoltes studierte Rechtswissenschaften an der Universität Ljubljana. Šoltes ist Vorsitzender der Partei Verjamem! und von 2014 bis 2019 Abgeordneter im Europäischen Parlament, wo er sich der Fraktion Die Grünen/Europäische Freie Allianz angeschlossen hat. Dort ist er stellvertretender Vorsitzender des Haushaltskontrollausschusses und in der Delegation für den Parlamentarischen Stabilitäts- und Assoziationsausschuss EU-Serbien sowie Mitglied im Ausschuss für Binnenmarkt und Verbraucherschutz.
Seit November 2017 ist er EU-Sonderbeauftragter für Kosovo in der Nachfolge der Österreicherin Ulrike Lunacek.
Igor Šoltes ist der Enkel des früheren jugoslawischen Politikers Edvard Kardelj.